# ウィリアム・バーンバック
ウィリアム・バーンバック（William Bernbach、1911年8月13日 - 1982年10月2日）はアメリカの広告代理店DDB社のコピーライターであり、創設人物の1人である。

## 生涯・業績
ドイツからのユダヤ系移民の子としてニューヨークに生まれる。1949年にネッド・ドイル、マクスウェル・ディーンの2人と共に、DDBを創設。1957年にジェット機の就航に伴う、イスラエル航空の「Starting Dec. 23, The Atlantic Ocean Will Be 20% Smaller.」（12月23日を期して、大西洋は20%小さくなります）という紙面に映った海面を破いた部分にコピーを書き込むというユニークな広告を送り出し、一躍注目を集める。その後、同代理店をアメリカの広告史において、大きな足跡を残すことになる製品と出会うことになる。
当時、BIG3が送り出す派手で大きいデトロイト産のアメリカ車が多い中で、1959年にドイツから上陸したフォルクスワーゲン・ビートルの広告キャンペーンに関わり、その当時、イラストやイメージのみの豪華さで売るアメリカ車のキャンペーンに対抗して、写真はコピーの主張に適うものに重点を置き、理知的なメッセージによる利点請求を主体とした広告制作手法である、ノン・グラフィックという手法を確立させる。このキャンペーンはアメリカ東海岸に住む知識層から反響の火がつくと、その後アメリカ国内のみならず世界中で評判を呼ぶ。このキャンペーンでビートルは1000万台以上を売り上げ、以後20年近く同キャンペーンの広告を手掛ける。
1962年にはレンタカー会社、エイビスの「自称NO'2広告」や、その翌年にはポラロイドのキャンペーンに携わり、また1964年には当時大統領選を闘っていた民主党候補のリンドン・ジョンソンの選挙CM（対する共和党候補のバリー・ゴールドウォーターが「ベトナム戦争を終結させるためなら、核兵器の使用もあり得る」とほのめかしたことから、それを逆手に取り、少女が花びらを数える様子を、核兵器使用のカウントダウンとダブらせて、最後に爆発後のキノコ雲があがるという強烈な映像を見せつけ、ジョンソン候補への投票を呼びかけた）制作を担当した。このCMは内容がショッキング過ぎたこともあってか、わずか1度だけのオンエアになったが、このCMが功を奏してジョンソンは選挙で勝利を収めることになった。またこのCMが世界で最初のネガティブ・キャンペーンのCMとなったことでも知られている。